# Grepolis
Grepolis ist ein browserbasiertes Strategiespiel, das 2009 von der Firma InnoGames veröffentlicht wurde. Das Spiel versetzt den Spieler als Herrscher einer kleinen Polis ins antike Griechenland. Ziel des Spiels ist es, im Verbund mit anderen Spielern die Herrschaft über das die Spielwelt ausmachende Inselreich zu erlangen. Das Spiel weist einige Ähnlichkeiten zu Die Stämme auf, welches ebenfalls von der Firma InnoGames entwickelt wurde.

## Spielprinzip und Technik

### Allgemeines
Spielziel ist die Dominanz über die Spielwelt durch das Besiegen der anderen Spieler, im Regelfall im Rahmen einer Allianz, innerhalb derer sich Spieler vereinigen, um andere Allianzen zu bekämpfen.
Jeder Spieler startet mit einigen Mitspielern auf einer kleinen Insel und gründet dort jeweils eine kleine Stadt, welche es zunächst auszubauen gilt. Durch das Ausbauen der Polis zu einer Stadt werden neue Gebäude und Einheiten freigeschaltet, mit denen der Spieler gegen seine Nachbarn in den Krieg ziehen kann. Im späteren Spielverlauf hat man die Möglichkeit, durch Eroberung anderer Städte oder die Gründung neuer Städte zu expandieren und sein Herrschaftsgebiet somit weiter auszubauen. Durch den Bau eines Tempels kann der Spieler die Götter des antiken Griechenlands um Beistand für den Krieg ersuchen. Jeder dieser fünf Götter, zwischen denen sich der Spieler entscheiden kann, hat verschiedene Vorteile im Kampf gegen andere Spieler. Dazu gehören Zeus, Athene, Hera und Poseidon. Mit Spielversion 2.0 wurde Hades als neuer Gott eingeführt. Auf den sogenannten Heldenwelten erwartet den erfahreneren Spieler zudem die Göttin Artemis.
Spieler können sich in Allianzen zusammenschließen, um sich gegen feindliche Angriffe anderer Spieler zu schützen, sich gegenseitig mit Rohstoffen und Truppen zu unterstützen und um das Teamplay und die Interaktion mit anderen Spielern zu fördern. Es besteht die Möglichkeit, Bündnisse, Kriegserklärungen und NAPs (Nicht-Angriffs-Pakte) mit anderen Allianzen zu schließen.

### Finanzierung
Grepolis kommt mit sehr wenig Werbung aus. Daher finanziert sich das Spiel durch Premium-Funktionen, die im Spiel gegen Geld erworben werden können. Zum Beispiel kann das gekaufte Gold für einen „Verwalter“ eingesetzt werden, der einem viele neue Übersichten zur Verfügung stellt (z. B. Gebäudeübersicht oder Einheitenübersicht). Neben dem „Verwalter“ gibt es die Möglichkeit, sein Gold zusätzlich jeweils noch in einen Händler, eine Hohepriesterin, einen Befehlshaber und den Kapitän zu investieren. Diese bringen dem Spieler verschiedene Vorteile wie zum Beispiel schnellere Truppen- und Händlerlaufzeiten, eine bessere Gunst bei den Göttern oder die Steigerung der Kampfkraft von Seeeinheiten.
Außerdem kann man für 50 Gold das Fest Olympische Spiele feiern, um nach 24 Stunden einen Effekt zu erzielen, der sonst fünf Tage benötigt.
Während der Beta-Phase kam es zu Kritik an dem Premium-System, da die Community der Ansicht war, dass die Premiumelemente zu stark ins Spielgeschehen eingreifen und sich somit stark spielverzerrend auswirken. So besteht zum Beispiel die Möglichkeit, durch 25 Gold die Bauzeit eines Gebäudes zu halbieren. Ferner besteht die Möglichkeit, den phönizischen Händler für 50 Gold direkt in eine beliebige Polis zu rufen.

### Unterschiede zuDie Stämmeund weitere Details
Eigentlich ist Grepolis das neuere Die Stämme. Grepolis besitzt eine überarbeitete Grafik und neue Systeme. Das, was bei Die Stämme ein Stamm war, ist bei Grepolis nun eine Allianz, die aber den gleichen Nutzen besitzt wie ein Stamm. Grafisch gesehen ist Grepolis verbessert worden, auch das Menü besitzt mehr Animation als bei Die Stämme. Außerdem gibt es bei Grepolis nun Götter oder z. B. einen Hafen, der später besonders wichtig wird, um andere Poleis (Städte bzw. Dörfer) einzunehmen, oder Poleis auf anderen Inseln zu unterstützen. Es gibt auch sogenannte Bauerndörfer (auch Farmen genannt), hier kann der Spieler z. B. Rohstoffe farmen (erbeuten). Die Gebäude sind: Senat (Hauptgebäude), Holzfäller, Steinbruch, Silbermine, Bauernhof, Lager, Akademie, Kaserne, Agora, Tempel, Hafen, Höhle, Stadtmauer und der Marktplatz. Die Spezialgebäude der Gruppe 1 sind: Theater, Therme, Bibliothek und der Leuchtturm. Die Spezialgebäude der Gruppe 2 sind: Turm, Götterstatue, Orakel und das Handelskontor. Von jeder Gruppe der Spezialgebäude sind nur jeweils eine baubar (das heißt, es sind zwei Spezialgebäude insgesamt baubar). Neu sind vor allem die Mythischen Einheiten (zwei pro Gott verfügbar) und Schiffe (darunter Kriegsschiffe, Transportschiffe und das Kolonieschiff).
Das Kolonieschiff braucht man, um eine Stadt zu erobern oder ein freies Land zu kolonialisieren (bei Die Stämme hieß es „Adeln“).

### Grepolis 2.0
Die Version 2.0 startete am 22. März 2011 mit zwei neuen Welten: Welt Omikron (21. März 2011) und Welt Pi.
Mit Version 2.00 wurde mit der Einführung der Weltwunder, die zum Abschluss einer Welt führen, sobald eine Allianz vier Stück vollständig ausgebaut hat, und Heldenwelten eines der größeren Features eingeführt.
Neben dem neuen Gott Hades wurde der phönizische Händler, der Rohstoffe und Truppen gegen Silber anbietet, in das Spiel eingefügt. Des Weiteren wurde die Grafik stark verbessert.

## Rezeption
- 2009 – Grepolis wurde noch während der Beta-Phase in der Kategorie „Bestes Strategiespiel“ und „Bestes Deutsches Browserspiel 2009“ des Deutschen Entwicklerpreises nominiert.[3]
- 2010 – Nominierung für den Bäm! Computec Games Award in der Kategorie „Online- oder Browsergames“[4]
- 2011 – Nominierung in der Kategorie „Bestes Browsergame“ beim European Games Award
- 2012 – Auszeichnung als „MMO of the Year“[5]
- 2013 – Nominierung in der Kategorie „Best Classic Browser MMO“ beim "MMO of the year"[6]